# 주세페 마치니
주세페 마치니(이탈리아어: Giuseppe Mazzini dʒuˈzɛppe matˈtsiːni[*], 1805년 6월 22일 ~ 1872년 3월 10일)는 이탈리아의 정치인이다.
제노바에서 출생하여, 제노바 대학교에서 법률을 공부하고 변호사가 되었다. 오스트리아의 지배를 받고 있는 민족의 해방과 통일을 위해 혁명 운동을 시작하였다. 1829년 카르보나리 당에 입당하고, 1831년 청년 이탈리아 당을 조직하여 이탈리아 국가 부흥 운동을 위해 활동을 계속하였다.
1829년 카르보나리 당에 입당하여 활동하던 마치니는 1830년 당의 지하활동을 벌이다 체포되어 마르세유로 망명하였다. 이때 마치니는 카르보나리당을 탈당하여 청년 이탈리아당을 결성하여 이탈리아 국가 부흥 운동을 위해 활동을 계속하였다.
이후 제네바에서 청년 이탈리아당을 토대로 세력을 넓혀 청년 유럽당을 1834년에 창당한다. 전 유럽의 민족주의 운동을 호소하였으나 스위스에서 추방되어 런던으로 다시 망명하였다. 1849년 로마 공화국을 세웠으나 실패하였다.
사르데냐 왕국이 주도한 이탈리아의 통일에 반대하여 공화주의 통일 이탈리아 운동을 벌였으나 실패하고, 1872년에 피사에서 사망하였다. 그의 장례식에는 10만명 정도의 인파가 참여하였다. 그러나 1947년, 이탈리아가 왕정을 폐지하고 공화국을 수립하면서 그가 죽은 뒤 75년 만에 그의 이탈리아 건국 이념이 이루어졌다.
두 번이나 사형 선고를 받으면서 평생을 애국 운동에 바쳐, 가리발디·카보우르와 함께 이탈리아 통일 운동의 3걸이라고 불린다. 그는 순수한 정열을 가진 예언적인 인물로서 국가 통일기의 청년들에게 매우 큰 영향을 끼쳤다.
한편 그는 저작자로서도 유명하였는데, 영·프 문학에 조예가 깊었으며 단테의 주석자로서도 이름을 알렸다. 그의 많은 저서 중에서 유명한 <인간 의무론>은, 사회주의의 결점과 경제 정책의 빈곤을 정면에서 말한 것이다. 그는 종교를 기초로 한 정신적·도의적 입장에서 해방론자였다.

## 같이 보기
- 주세페 가리발디
- 로마 공화국 (1849년~1850년)

## 참고 자료
- 이 문서에는 다음커뮤니케이션(현 카카오)에서 GFDL 또는 CC-SA 라이선스로 배포한 글로벌 세계대백과사전의 내용을 기초로 작성된 글이 포함되어 있습니다.